# 라이문도 투페르
라이문도 투페르 리온(스페인어: Raimundo Tupper Lyon, 1969년 1월 7일 ~ 1995년 7월 20일)은 칠레의 축구 선수로, 포지션은 수비수였다.

## 클럽 경력
라이문도 투페르는 칠레 산티아고에서 5명의 자녀(아들 4명, 딸 1명)를 둔 부모의 아들로 태어났으며 산티아고에 위치한 예수교·로마 가톨릭 고등학교인 산이그나시오 엘 보스케 학교를 졸업했다. 1980년에는 우니베르시다드 카톨리카 청소년 클럽에 합류했고 1985년에 열린 코브레살과의 칠레 프리메라 디비시온 경기에 처음 출전하면서 성인 팀에 데뷔했다. 1987년에는 우니베르시다드 카톨리카의 칠레 프리메라 디비시온 우승에 기여했다.
라이문도 투페르는 1989년에 산티아고에 위치한 디에고 포르탈레스 대학교에 입학하여 공학을 전공하기 시작했지만 학업을 마치치 못했다. 1989년부터 1995년까지 우니베르시다드 카톨리카의 주전 수비수로 활약하면서 "무모"(Mumo)라는 애칭으로 불렀다. 1989 리기야 프레리베르타도레스(코파 리베르타도레스 진출 팀 결정전) 시즌에서는 우니베르시다드 카톨리카가 코브렐로아를 누르고 코파 리베르타도레스 진출 자격을 획득하는 데에 기여했다.
라이문도 투페르는 1991 시즌에서 우니베르시다드 카톨리카의 코파 칠레 우승에 기여했고 1993 시즌에서는 우니베르시다드 카톨리카의 코파 리베르타도레스 준우승에 기여했다. 또한 1991, 1992, 1994 리기야 프레리베르타도레스 시즌에서 우니베르시다드 카톨리카가 코파 리베르타도레스 진출 자격을 획득하는 데에 기여했다.

## 국가대표 경력
라이문도 투페르는 1987년에 칠레 U-20 축구 국가 대표팀에 소집되었다. 칠레에서 개최된 1987년 FIFA 세계 청소년 축구 선수권 대회에서 자신의 친구이자 동료였던 루카스 투도르와 함께 칠레가 4위를 차지하는 데에 기여했다.

## 죽음
라이문도 투페르는 우울증에 시달리고 있던 1995년 7월 20일에 코스타리카 산호세에 위치한 호텔에서 투신 자살했다. 우니베르시다드 카톨리카는 원래 코스타리카 산호세에서 데포르티보 사프리사와의 친선 경기를 개최할 예정었지만 라이문도 투페르의 죽음을 애도하기 위해 취소했다.
우니베르시다드 카톨리카의 홈 구장인 에스타디오 산카를로스 데 아포키도 주변에 위치한 산에는 그를 추모하는 하얀 십자가가 건립되었다. 라이문도 투페르의 형인 안드레스 투페르는 우니베르시다드 카톨리카의 총책임자로 근무했다.